# Canstruction

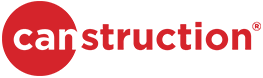
Logo von Canstruction

A Fungus to Feed US, New York (2010)

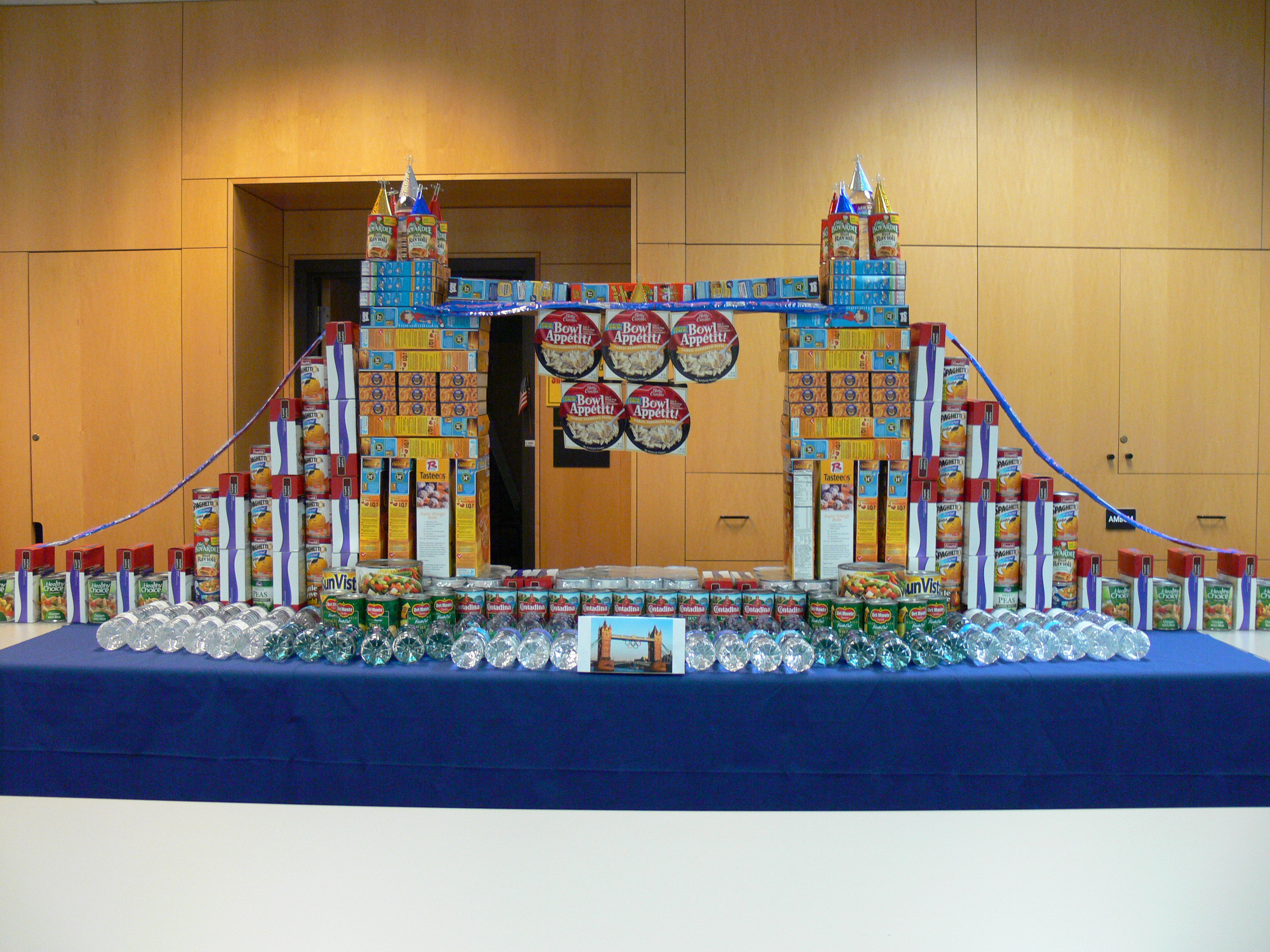
Die Tower Bridge, gebaut von einer Gruppe aus Nevada

Canstruction ist eine gemeinnützige Organisation in den Vereinigten Staaten, die Kunstwettbewerbe mit ungeöffneten Konservendosen veranstaltet. Nach dem Ende der jeweiligen Ausstellungen werden die Dosen mit Lebensmitteln an lokale Hilfsorganisationen gespendet, die diese an Bedürftige verteilen.

## Geschichte
Canstruction wurde im Jahr 1992 von Cheri Melillo gemeinsam mit ihren Kollegen von der Society for Design Administration (SDA) gegründet, nachdem sie Dosenbauwettbewerbe in Denver und Seattle gesehen hatte. Der erste offizielle Wettbewerb der Organisation fand am 13. November 1993 in New York statt. Melillos Vorstellung war, die Design-, die Ingenieur- sowie die Baubranche anhand eines einzigartigen Projektes gemeinsam zu veranlassen, Hilfsorganisationen zur Bekämpfung von Hunger mit Lebensmittel-Konservendosen zu versorgen.
Seit ihrer Gründung wurde Canstruction zu einer der größten Spenderinnen von Lebensmitteln in Konserven weltweit. Canstruction-Veranstaltungen fanden bisher in über 150 Städten in der Welt statt, und es wurden bis 2016 insgesamt 1,3 Millionen Dosen gespendet.
Für ihr Engagement wurde Melillo mehrfach ausgezeichnet, unter anderem mit dem Creativity of the Mind Award des Odyssey of the Mind. Sie leitete die Organisation bis zu ihrem Tod im Jahr 2009.

## Die Regeln
In jedem Team muss mindestens ein Mitglied sein, das ein Design-Profi – zum Beispiel ein Architekt, ein Designer – sein muss, um die Gruppe anzuleiten. Die Skulpturen dürfen höchstens drei mal drei mal drei Meter groß sein und müssen ausführlich beschrieben werden, etwa welche Dosen und wie viele genutzt wurden. Für den Zusammenhalt der Skulpturen darf nur Klebeband verwendet werden, so dass die Dosen beim Abbau nicht beschädigt werden. Inhalte wie Alkohol oder Tierfutter sind nicht zugelassen, ebenso sind Glasbehälter nicht zugelassen.

## Die Wettbewerbe

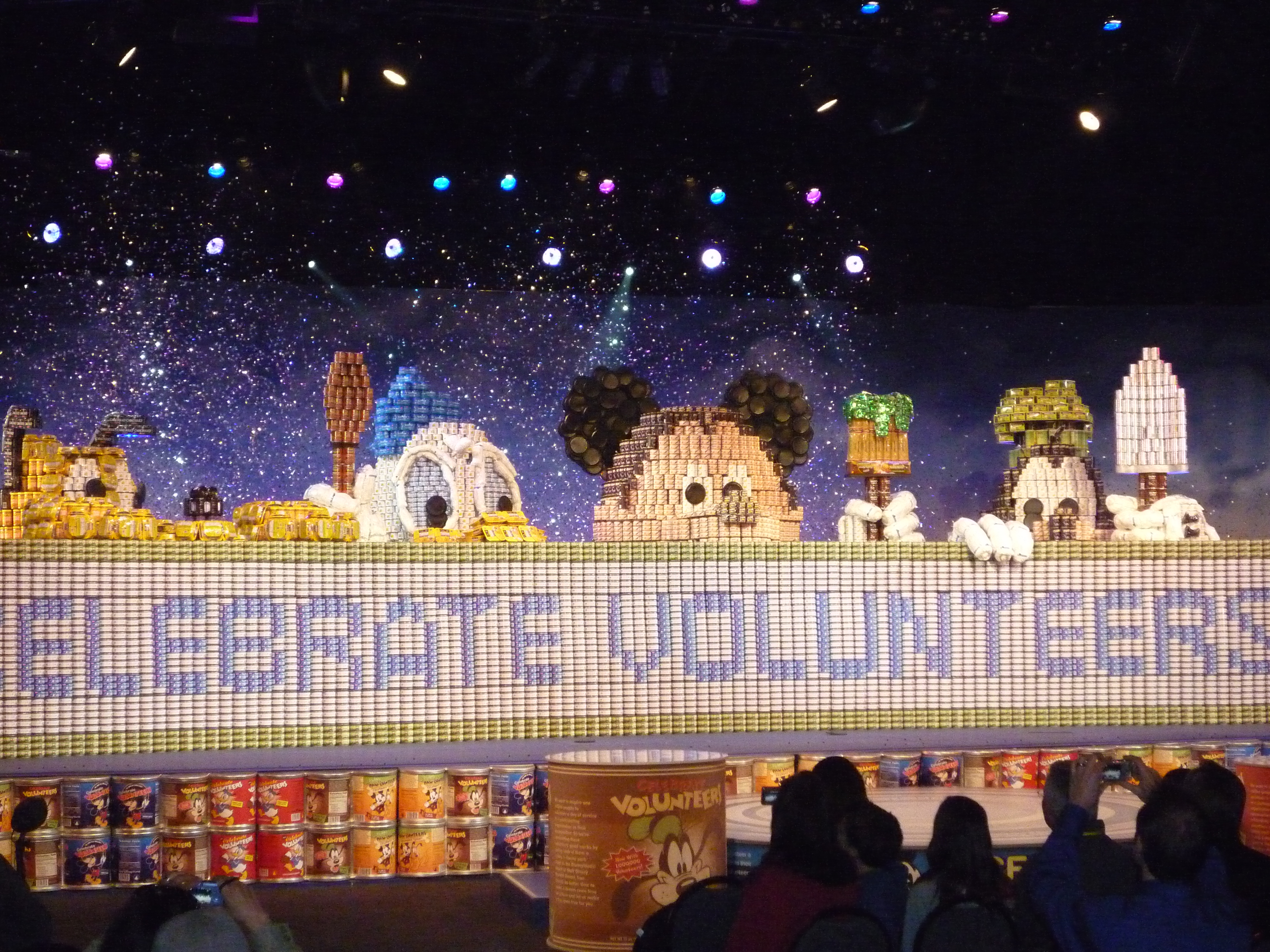
Rekord-Skulptur im Walt Disney World Resort

In den USA und in Kanada hat Canstruction in mehreren großen Städten inzwischen eigene Ableger, so etwa in New York, in Vancouver, in Toronto und in Atlanta. Insgesamt werden die Wettbewerbe in mittlerweile über 170 Städten in Nordamerika sowie in Australien und Großbritannien organisiert. Die Ausstellungen der Dosenskulpturen finden etwa in Einkaufspassagen, Museen oder Eingangshallen von großen Gebäudekomplexen statt. Die Skulpturen werden in der Regel von Teams erstellt, die ihre verbauten Konservendosen selbst beisteuern müssen. Aus den Büchsen werden die unterschiedlichsten Formen gebaut: ein Buddha, Tierfiguren, Pflanzen oder Bauwerke.
Jährlich werden die besten Dosenskulpturen vom National American Institute of Architects (AIA) ausgezeichnet. Es gibt verschiedene Kategorien wie den „Favorit der Jury“, „Die meisten Dosen“ sowie einen Publikums-Preis. Die Gewinner werden auf der jährlichen Versammlung der AIA bekannt gegeben.
Im Januar 2010 schloss sich Disney mit Canstruction zusammen, um die größte Skulptur aus Konservenbüchsen der Geschichte zu erstellen. Die Konstruktion wurde im Walt Disney World Resort in Lake Buena Vista erstellt und stellte offiziell am 11. Februar 2010 einen neuen Guinness-Weltrekord auf. Dabei wurden 115.000 Konservendosen verbaut, genug für 70.000 Mahlzeiten.